# IXV

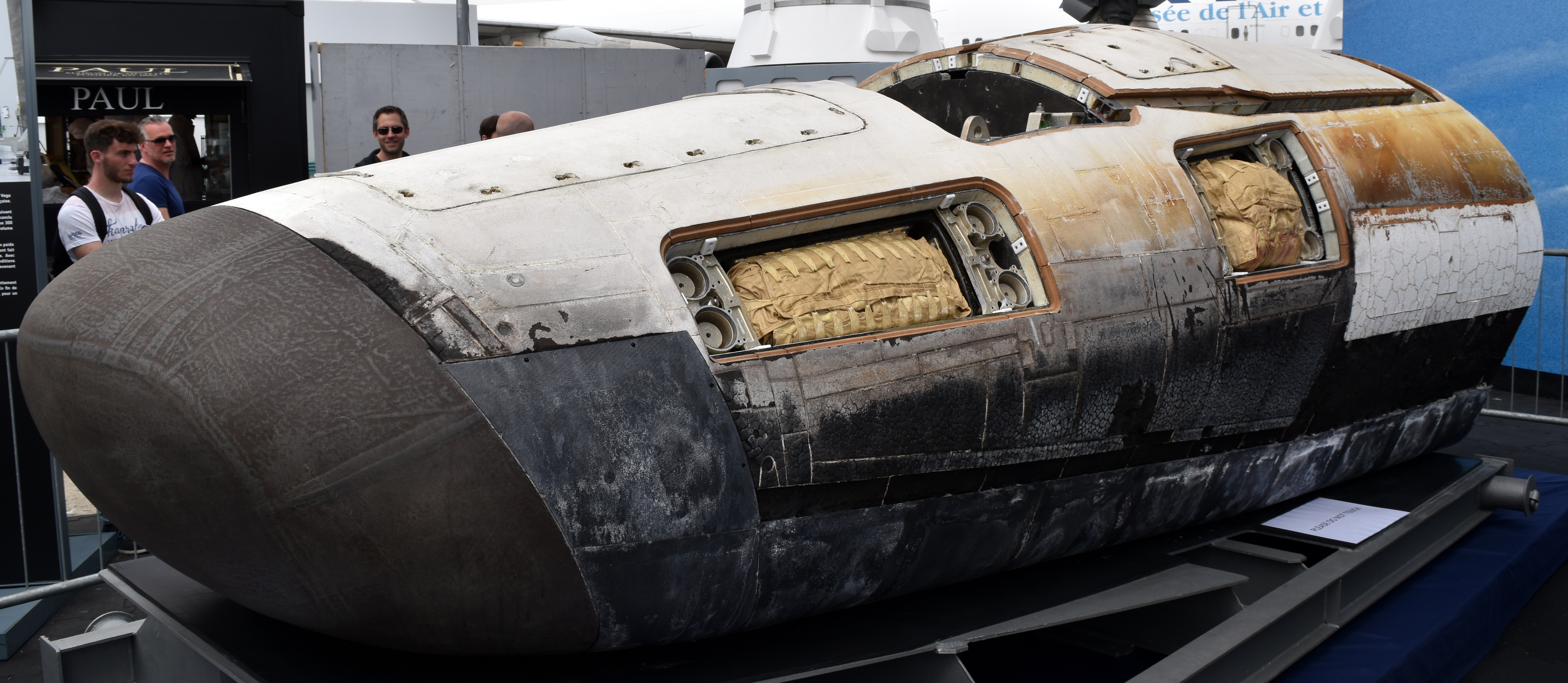
IXV

Intermediate eXperimental Vehicle neboli IXV (česky mírně pokročilý experimentální prostředek) je bezpilotní suborbitální vztlakové těleso evropské kosmické agentury primárně sloužící k testování nových technologií a technik manévrování při návratu do atmosféry.

## Popis letu
Vztlakové těleso IXV je 5 m dlouhé, 1,5 m vysoké, 2,2 m široké a s váhou dosahující 2 t. Těleso nemá křídla, vztlak zajišťuje tvar tělesa. Do vesmíru bylo vyneseno raketou Vega 11. února 2015 z kosmodromu Kourou ve Francouzské Guyaně v 8 hodin a 40 minut místního času. IXV se oddělilo od nosné rakety ve výšce 340 km a poté pokračovalo v letu až do výšky 412 km. Při letu dosáhlo těleso rychlosti 7,5 km/s. Do atmosféry IXV vstoupilo ve výšce 120 km. IXV  je v zadní části vybaveno klapkami, které umožňují manévrování při letech nadzvukovými rychlostmi. Přistání bylo zajištěno pomocí padáků v Tichém oceánu. Délka letu dosáhla 1 hodiny a 40 minut.